# The Lost Patrol
The Lost Patrol is een Amerikaanse dramafilm uit 1934 onder regie van John Ford. Het scenario is gebaseerd op de roman Patrol uit 1927 van de Britse auteur Philip MacDonald. De film werd destijds in Nederland uitgebracht onder de titel De patrouille des doods.

## Verhaal
In de Eerste Wereldoorlog leidt een sergeant een Britse cavalerie-eenheid in het Midden-Oosten. De oorspronkelijke aanvoerder is neergeschoten door een scherpschutter. Een voor een sterven de soldaten in de barre woestijn.

## Rolverdeling
| Acteur          | Personage  |
| --------------- | ---------- |
| Victor McLaglen | Sergeant   |
| Boris Karloff   | Sanders    |
| Wallace Ford    | Morelli    |
| Reginald Denny  | Brown      |
| J.M. Kerrigan   | Quincannon |
| Billy Devan     | Hale       |
| Alan Hale       | Cook       |
| Brandon Hurst   | Bell       |
| Douglas Walton  | Pearson    |
| Sammy Stein     | Abelson    |
| Howard Wilson   | Piloot     |
| Paul Hanson     | MacKay     |